# Maison, 65-69 rue Carnot (Mâcon)
La maison au 65-69 rue Carnot est une habitation située rue Carnot à Mâcon, dans le département français de Saône-et-Loire.

## Histoire
Elle est inscrite aux monuments historiques depuis le 15 janvier 1929.